# Wang Ming
Wang Ming (čínsky pchin-jinem Wáng Míng, znaky 王明), vlastním jménem Čchen Šao-jü (čínsky pchin-jinem Chén Shàoyǔ, znaky zjednodušené 陈绍禹, tradiční 陳紹禹; 23. května 1904 Ťin-čaj – 27. března 1974 Moskva) byl čínský politik, ve 30. a 40. letech 20. století jeden z vůdců Komunistické strany Číny. Počátkem 30. let komunistickou stranu krátce vedl, v letech 1931–1937 působil v Moskvě jako představitel strany v Kominterně a podílel se i na vedení Kominterny. Roku 1937 se vrátil do Číny, ale během několika let byl z vedení strany vytlačen Mao Ce-tungem. Po roce 1945 sice zůstal členem ÚV KS Číny, ztratil však politický vliv a letech 1950–1953 a trvale od roku 1956 žil v Moskvě.

## Život
Wang Ming se narodil 23. května 1904 v kraji Lu-an (dnešní okres Ťin-čaj) v provincii An-chuej, v chudé rodině venkovského učitele. Jeho rodné jméno je Čchen Šao-jü. Wang Ming je pseudonym, který si vybral v průběhu politické činnosti.
V roce 1920 nastoupil do základní školy v okrese Ku-š’ v provincii Che-nan. Poté pokračoval ve studiu na prestižní provinční Třetí zemědělské škole založené revolucionářem Ču Jün-šanem, který své studenty seznamoval s pokrokovými publikacemi a knihami. Během studia se Wang Ming aktivně účastnil veřejného života, mimo jiné se podílel na organizování kampaní proti nečestným volbám a za bojkot japonských výrobků. Po ukončení školy v roce 1924 se zapsal na vysokou obchodní školu ve Wu-chanu, kde studoval pouze rok. Ve Wu-chanu se připojil k Hnutí 30. května a vstoupil do Kuomintangu.
V listopadu 1925 odjel Wang Ming do Moskvy studovat na Sunjatsenově univerzitě pracujících Číny ruštinu a marxisticko-leninskou teorii. Aktivně se zapojil do politických diskuzí mezi studenty a s dalšími aktivisty, jako byli Čang Wen-tchien, Čchin Pang-sien a Wang Ťia-siang, vytvořil skupinu takzvaných „osmadvaceti bolševiků“.
V březnu 1929 se vrátil do Číny, kde byl pověřen vedením oddělení propagandy výboru KS Číny v jednom šanghajském obvodu a pracoval jako redaktor stranických novin Chung-čchi („Rudý prapor“). V novinách „Rudý prapor“ a „Bolševik“ publikoval přes 30 článků propagujících politiku Kominterny, napsal esej Dvě linie (两条路线, liang tchiao lu-sien), v němž vysvětloval nový stranický kurz.
Koncem roku 1930 se stal tajemníkem stranického výboru provincie Ťiang-su. V srpnu 1930 se do Šanghaje vrátili z Moskvy členové politbyra Čou En-laj a Čchü Čchiou-paj s úkolem zkorigovat dle Kominterny nesprávnou levě-radikalistickou politiku čínských komunistů, kterou ve vedení strany prosazoval Li Li-san. Provedené změny považovalo vedení Kominterny v Moskvě za nedostatečné a koncem roku 1930 odvolalo Li Li-sana do Moskvy a do Šanghaje přijel jako nový představitel Kominterny Pavel Mif, pod jehož vedením v lednu 1931 4. zasedání ÚV odsoudilo Li Li-sanovu „levou“ politiku, ale ostře kritizovalo i „pravou“ politiku funkcionářů spjatých s komunistickými odbory v čele s Che Meng-siungem, dále doplnilo ÚV a obměnilo politbyro. Mezi novými členy a kandidáty ÚV byli i čtyři z „osmadvaceti bolševiků“, včetně Wang Minga, který byl zvolen i do politbyra a v únoru 1931 se stal čtvrtým členem stálého výboru politbyra (vedle generálního tajemníka Siang Ču-faa, Čou En-laje a Čang Kuo-tchaoa). Čang Kuo-tchao se teprve v únoru vrátil z Moskvy a vzápětí odešel do sovětské oblasti E-jü-wan, a Siang Ču-fa byl v červnu 1931 zatčen a zabit kuomintangskou policií. Stranu poté řídil Wang Ming s Čou En-lajem (který měl na starosti organizaci, bezpečnost a vojenství).
V září 1931 v Šanghaji zůstali z členů politbyra pouze Wang Ming, který se připravoval na odjezd do Moskvy a Lu Fu-tchan. Po dohodě s představiteli Kominterny bylo proto sestaveno prozatímní vedení strany, v němž byli tři Wangovi kolegové z Moskvy (Čchin Pang-sien, pověřený celkovým řízením vedení, Čang Wen-tchien a Li Ču-šeng) a šest dalších funkcionářů (Kchang Šeng, Lu Fu-tchan, Čchen Jün, Liou Šao-čchi, Chuang Pching a Wang Čchung-žen).

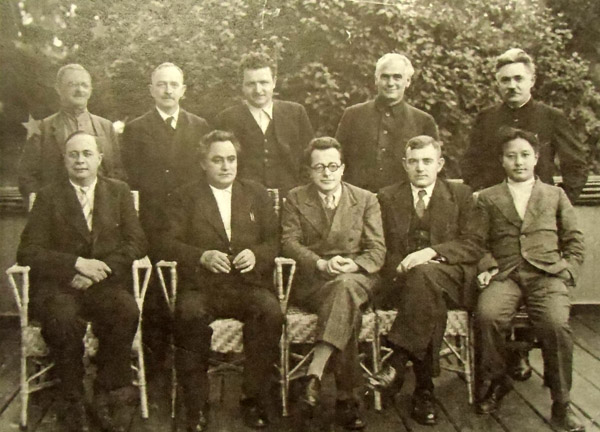
Vedení Kominterny zvolené na VII. kongresu roku 1935: zleva sedí André Marty, Georgi Dimitrov, Palmiro Togliatti, Wilhelm Florin a Wang Ming. Stojí zleva Michail Trilisser, Otto Kuusinen, Klement Gottwald, Wilhelm Pieck a Dmitrij Manuilskij.

V říjnu 1931 se Wang Ming vrátil do Moskvy, jako vedoucí delegace KS Číny v Kominterně. V Moskvě byl zvolen do výkonného výboru Kominterny a jeho předsednictva, v němž zodpovídal za asijskou a latinskoamerickou sekci. Na VII. kongresu Kominterny roku 1935 byl zvolen jedním ze členů sekretariátu výkonného výboru Kominterny.
Koncem roku 1937 se vrátil (s Čchen Jünem a Kchang Šengem) ze Sovětského svazu do Číny, do komunisty ovládaného regionu na pomezí provincií Šen-su–Kan-su–Ning-sia na severozápadě Číny. Zaujal pozici v nejužším vedení strany (v pětičlenném sekretariátu) a jako představitel Kominterny, sdělující čínským komunistům její rozhodnutí, měl velikou autoritu. Ztotožnil se s politikou Kominterny a jejího VII. kongresu na vytváření jednotných front proti fašizmu a krajní pravici, v čínských podmínkách tudíž politiku druhé jednotné fronty s Kuomintangem proti agresi Japonska, které v létě 1937 zahájilo otevřenou invazi do Číny. Wang Ming hájil politiku co nejužší spolupráce s Kuomintangem a za tímto účelem stanul v čele byra ÚV KS Číny pro region Jang-c’, sídlícího ve Wu-chanu, které řídilo komunistické organizace ve střední a jižní Číně a jménem KS Číny udržovalo kontakt s kuomintangskou vládou. V byru byli ještě Čou En-laj, Čchin Pang-sien, Siang Jing a Kchaj Feng, téměř polovina politbyra, a řídili stranické organizace v polovině země, prakticky tak Wang Ming stál v čele paralelního ústředí strany.

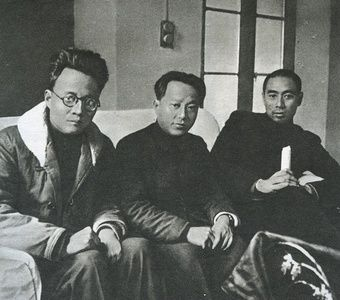
Zleva Čchin Pang-sien, Wang Ming a Čou En-laj ve Wu-chanu roku 1938

V říjnu 1938 ale Japonci dobyli Wu-chan a kuomintangská vláda v čele s Čankajškem ustoupila do Čchung-čchingu. Wang Mingova orientace na spolupráci s Kuomintangem tak utrpěla zjevný nezdar. Skeptičtější postoj Mao Ce-tunga, připouštějící spolupráci s Kuomintangem, ale hájící samostatnost strany a zejména samostatnost komunistických vojsk, se ukázal být perspektivnější. Kominterna se navíc postavila proti snahám Wang Minga o dominanci ve vedení strany a ústy Wang Ťia-sianga (vedoucího delegace KS Číny v Kominterně v letech 1937–1938) předala čínským komunistům vzkaz, že vůdcem strany má být Mao a Wang Minga požádala aby nesoupeřil o vedení. Po zasedání ÚV koncem roku 1938 tak Mao Ce-tung převzal řízení politbyra a Wang Mingova politická pozice byla oslabena. Wang nadále vedl oddělení ÚV pro jednotnou frontu, výbor pro ženskou otázku, a zastával další málo významné funkce. Roku 1941 se mu výrazně a trvale zhoršilo zdraví (později v pamětech vydaných v Moskvě tvrdil, že Mao Ce-tung zorganizoval jeho otrávení). Během nápravné kampaně v letech 1942–1945 byl ostře kritizován jako „dogmatik“ a vůdce „Wang Mingovy levé oportunistické linie“ v letech 1931–1935 a „pravé oportunistické linie“ v letech 1936–1938 a jeho politický vliv ve straně prakticky zanikl.
Na VII. sjezdu KS Číny v červnu 1945 byl znovuzvolen do ÚV (jako symbol stranické jednoty), nikoliv však do politbyra. Byl pověřen řízením prací v oblasti práva: podílel se na sestavení nových zákonů a ústavy Čínské lidové republiky; po vzniku Čínské lidové republiky roku 1949 byl zvolen do celostátního výboru Čínského lidového politického poradního shromáždění (které do roku 1954 plnilo i funkci parlamentu), stal se místopředsedou politického a právního výboru státní administrativní rady ústřední lidové vlády a předsedou výboru pro legislativu (výbor na úrovni ministerstva, podřízený politickému a právnímu výboru), členem nejvyššího soudu. Spolupracoval na návrzích zákonů, například zákona o manželství.
V červnu 1950 zasedání ÚV přijalo zvláštní rezoluci „O soudruhovi Wang Mingovi“ (关于王明同志的决定), ve které mu vytklo jeho nedostatečné odsouzení svých chyb a neupřímnost a nedostatečnost jeho dosavadní sebekritiky. Wang Ming poté zažádal o svolení k léčebnému pobytu v Sovětském svazu, což mu bylo povoleno a v letech 1950–1953 žil s rodinou v Moskvě. Se zlepšením zdravotního stavu se vrátil do Číny, ale po třech letech, roku 1956, opět odcestoval, s lékařem a rodinou, do Moskvy. V Sovětském svazu zůstal do konce života. Od reorganizace státních orgánů roku 1954 v nich už nezastával žádné funkce, zůstal však členem ÚV KS Číny, do kterého byl znovuzvolen i na VIII. sjezdu roku 1956. Po roztržce mezi komunistickými stranami Číny a Sovětského svazu začátkem 60. let ve svých knihách a publicistice hájil postoje sovětských komunistů a ostře kritizoval maoistickou politiku. Na následujícím IX. sjezdu KS Číny roku 1969 již nebyl zvolen do ÚV, ÚV však ani Wang Minga neodsoudil a nebyl vyloučen ze strany.
Zemřel v Moskvě 27. března 1974, pohřben je na Novoděvičském hřbitove. Jeho pohřbu se účastnili reprezentanti vedení KSSS Pjotr Děmičov, Ivan Kapitonov a Konstantin Kaťušev.